# Baltimore Country Club
De Baltimore Country Club is een countryclub in de Verenigde Staten. De club werd opgericht in 1898 en bevindt zich in Lutherville-Timonium, Maryland. De club beschikt over twee 18-holes golfbanen, de "East Course" en de "West Course".

## Geschiedenis
De Baltimore Country Club werd opgericht op 12 januari 1989 en bevond zich toen op de Roland Park. Een jaar later ontving de club het United States Open Championship en die werd gewonnen door de Schot Willie Smith. In de jaren 1920 besloot de club om zich te verhuizen naar het noorden van de stad om hun club uit te breiden. De club wierf A.W. Tillinghast aan om een golfbaan, de "East Course", te bouwen en werd in september 1926 officieel geopend.
In oktober 1930 liep de clubhuis een brandschade en herstelde de clubhuis. Op 5 januari 1931 werd de clubhuis door een brand volledig vernield, dus besloot de club om een nieuwe clubhuis te bouwen. In 1962 werd de "Roland Park Golf Course", een golfbaan op hun oude site, officieel gesloten en verkocht. Ondanks de sluiting, opende de club in diezelfde jaar hun nieuwe golfbaan: de "West Course".
In 1963 voegde de club squashbanen toe op hun site en in 1973 tennisbanen. In 1996 opende club drie nieuwe zwembaden en voegde in 2007 nog extra tennisbanen toe op hun site.

## Golftoernooien
De club ontving meermaals verscheidene golftoernooien: US Open, PGA Championship, US Amateur, Walker Cup en US Women's Open.
De lengte van de "East"-baan voor de heren is 6109 m met een par van 70. De course rating is 72,6 en de slope rating is 133.
Roland Park Golf Course
- US Open: 1899[5]

East Course
- PGA Championship: 1928[5]
- US Amateur: 1932[5]
- Walker Cup: 1965[5]
- US Women's Open: 1988[5]
- Senior Players Championship: 2007, 2008 & 2009[5]